# Санди Риџ (Пенсилванија)
Санди Риџ (енгл. Sandy Ridge) насељено је место без административног статуса у америчкој савезној држави Пенсилванија.

## Демографија
По попису из 2010. године број становника је 407, што је 67 (19,7%) становника више него 2000. године.
| Група             | 2000.       | 2010.       |
| Белци             | 337 (99,1%) | 405 (99,5%) |
| Афроамериканци    | 0 (0,0%)    | 0 (0,0%)    |
| Азијати           | 0 (0,0%)    | 0 (0,0%)    |
| Хиспаноамериканци | 0 (0,0%)    | 2 (0,5%)    |
| Укупно            | 340         | 407         |